# 死角
| ウィキペディアには「死角」という見出しの百科事典記事はありません（タイトルに「死角」を含むページの一覧/「死角」で始まるページの一覧）。 代わりにウィクショナリーのページ「死角」が役に立つかもしれません。 |